# Scinax cretatus
Scinax cretatus é uma espécie de anfíbio da família Hylidae. Endêmica do Brasil, pode ser encontrada apenas nos estados de Pernambuco, Sergipe, Alagoas e Bahia.